# Roseatollen

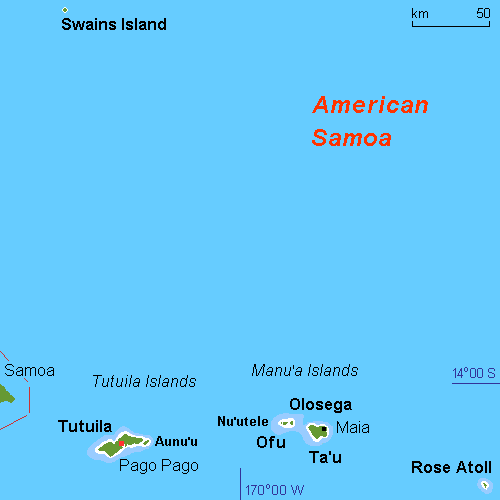
Lägeskarta

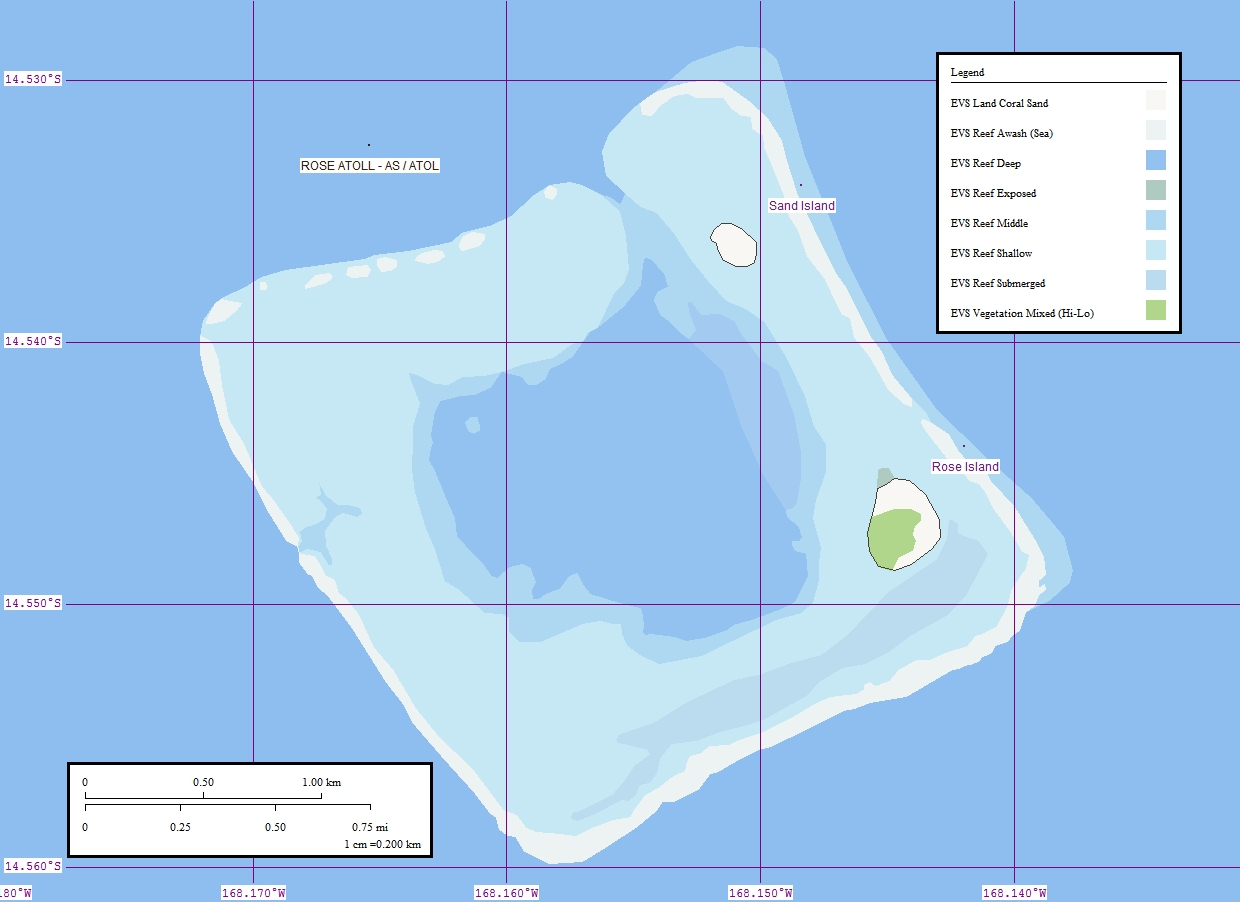
karta över Roseatollen

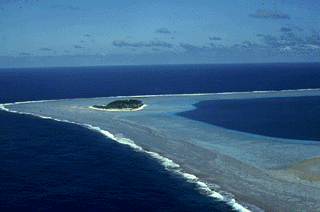
Roseön

Roseatollen (engelska Rose Atoll, polynesiska Nu'u O Manu) är en atoll i Polynesien i södra Stilla havet och tillhör Amerikanska Samoa.

## Geografi
Roseatollen ligger cirka 248 kilometer öster om huvudön Tutuila.
Atollen har en areal om ca 7 km² med en diameter på ca 2 km och en landmassan på ca 0.214 km² främst fördelad på de två småöarna
- Roseön (Rose Island), i den östra delen, ca 5,2 ha

- Sandön (Sand Island), i den norra delen, ca 0,8 ha

De högsta höjderna är på cirka 3,5 m ö.h. på Roseön och på ca 1,5 m ö.h. på Sandön (1).
Den obebodda atollen kan endast nås med fartyg. Öarna utgör en betydande häckningsplats för en rad sjöfåglar och den gröna havssköldpaddan. Förvaltningsmässigt utgör området ett eget distrikt inom Amerikanska Samoa.

## Historia
Roseatollen har troligen alltid varit obebodd.
Atollen upptäcktes den 13 juni 1722 av nederländske upptäcktsresanden Jakob Roggeveen som då namngav den "Vuyle Eylandt" ("Fågelön").
Den 21 oktober 1819 återupptäckte franske Louis de Freycinet atollen och gav den sitt nuvarande namn.
1824 utforskade Otto von Kotzebue atollen lite och namngav den då "Kordinkov" efter sin förste löjtnant (2).
1973 instiftades naturreservatet "Rose Atoll National Wildlife Refuge" som omfattar hela atollen och förvaltas av U.S Fish and Wildlife Service, ett departement inom det amerikanska inrikesdepartementet U.S. Department of the Interior. 